# 구스타프 클루치스

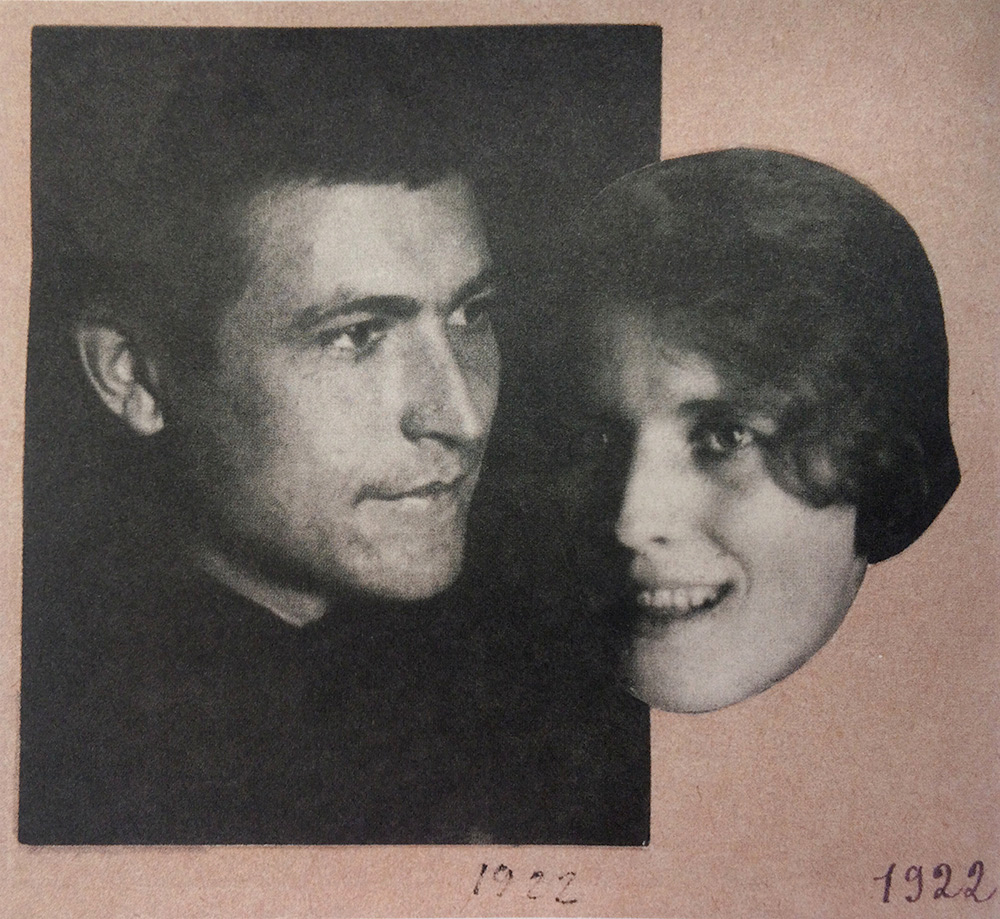
자신과 쿨라기나를 묘사한 클루치스의 포토몽타주, 1922년 작

구스타프 클루치스(라트비아어: Gustavs Klucis, 러시아어: Густав Густавович Клуцис, 1895년 1월 4일 ~ 1938년 2월 26일)는 라트비아의 사진사이다. 20세기 초반 구성주의 아방가르드의 주요 인물 중 하나이다. 아내 발렌티나 쿨라기나(Valentina Kulagina)와 함께 작업한 소련 혁명과 스탈린주의에 대한 선전물, 그리고 포토몽타주 기법 개발로 알려져 있다.

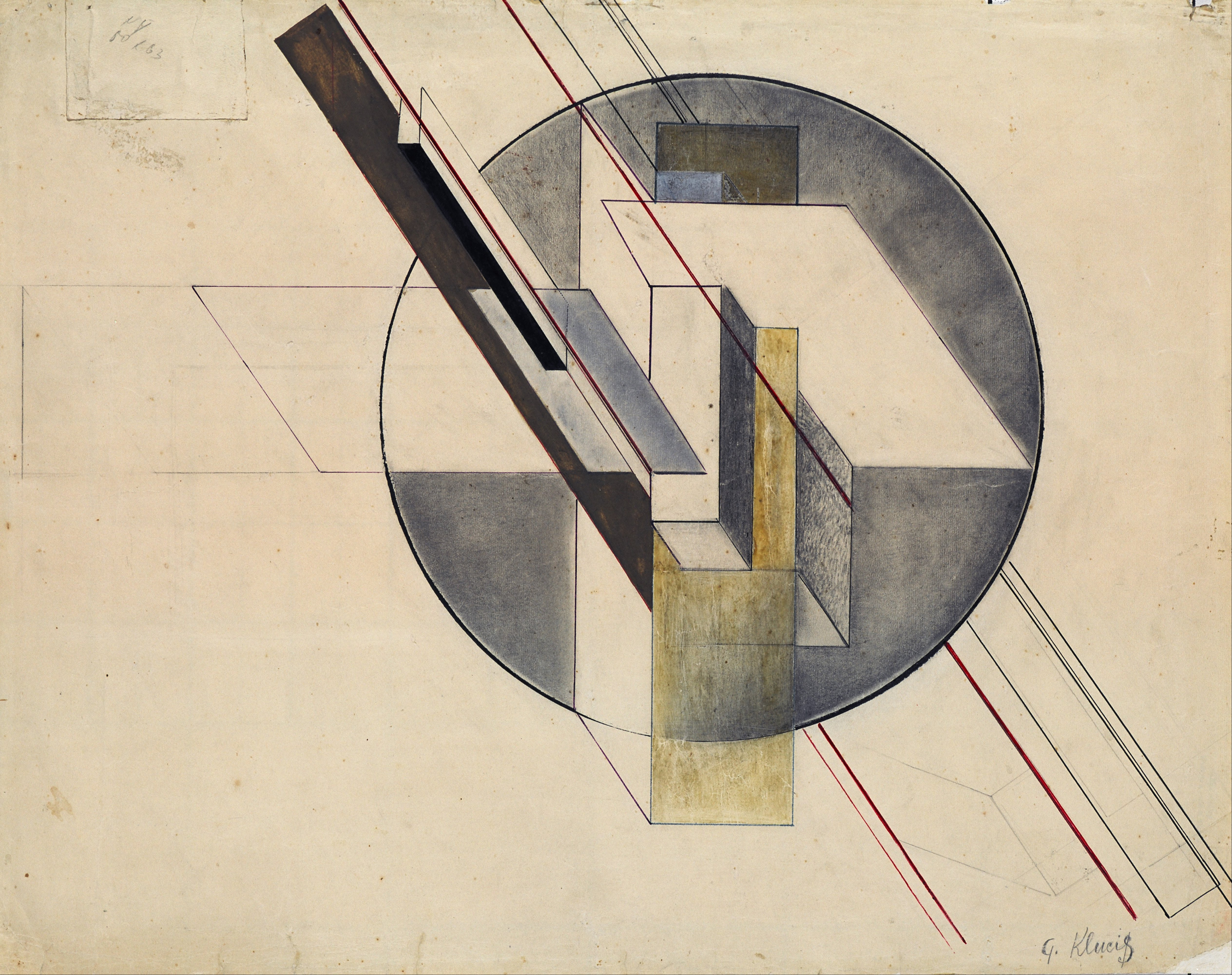
《구성》(Construction, 1921) 라트비아 국립미술관 소장